# 718 Ерида
718 Ерида (718 Erida) — астероїд головного поясу, відкритий 29 вересня 1911 року.
Тіссеранів параметр щодо Юпітера — 3,193.
Названий на честь дочки американського астронома Арміна Лейшнера Ериди.